# Никејско–млетачки споразум
Никејско-млетачки мировни споразум из 1219. је био трговински и одбрамбени пакт о ненападању потписан између Никејске империје и Млетачке републике, у облику царске златне буле коју је издао цар Теодор I Ласкарис. Овај уговор је Млечанима обезбедио слободу трговине и увоза без царина широм Царства, у замену за неподржавање новоствореног Латинског царства.

## Историја
Након пада Константинопоља током Четвртог крсташког рата 1204. године, Млечани, који су одиграли кључну улогу у скретању крсташког рата и коначном пљачкању византијске престонице, стајали су водећи међу победницима. У накнадном договору између крсташа, Partitio terrarum imperii Romaniae, Млечани су требали добити три осмине Византијског царства, укључујући три осмине самог Константинопоља. Иако је Венеција имала највећу корист од крсташког рата, одрекла се директног суверенитета над територијама Епира, Акарнаније, Етолије и Пелопонеза, које су првобитно биле додељене Републици. Уместо тога, Република Венеција је присвојила острва у Егејском мору, најважније Крит, и ланац лука и приобалних утврђења дуж грчких обала, чиме је постала доминантна у трговачким центрима и путевима широм бившег Византијског царства. Уз подршку Венеције, Латини су наставили свој поход на Балкан да би потврдили своју контролу над бившим византијским земљама, али су их Бугари зауставили у бици код Хадријанопоља 1205. године. Новоуспостављено Латинско царство, заједно са Венецијом, потписало је тајни уговор са Кај-Кусровом I, султаном од Рума, о заједничком рату против главне византијске грчке државе наследнице, Никејског царства. Као одговор, никејски цар Теодор Ласкарис ступио је у контакт са краљем Лавом од Јерменије у Киликији, коме је такође претио Султанат. Споразум између два царства закључен је браком Филипе Јерменске, нећаке Лавове са Ласкарисом као његовом другом женом 1214. године.

### Мир
Раније је постојао дуг трговачки однос између Млечана и Византинаца, почевши од византијско-млетачког уговора из 1082. Међутим, са хаотичним догађајима 1204, однос између две силе се увелико променио. Да би поткопао млетачку војну подршку Латинског царства, главни наследник Константинопоља, Теодор Ласкарис, потписао је трговински споразум са Венецијом у августу 1219. који је Млечанима обезбедио слободу трговине и бесцарински увоз широм Никејског царства. Поред трговачких права, дужду Венеције Пјетру Зјанију признате су титуле деспота и 'господара једне четвртине и једне осмине Царства Рима', тј. тврдио је после 1204. године. Латински текст уговора објављен је у збирци венецијанских дипломатских докумената коју су саставили Готлиб Тафел и Георг Томас за Царску академију наука у Бечу.
Уговор је дао новооснованом Никејском царству довољно простора да консолидује и касније прошири своју територију на рачун Латинског царства, док је Венеција добила приступ тржиштима која им раније нису била отворена, укључујући признање њиховог присуства у Цариграду. Међутим, сам уговор је касније поткопан фискалном штедњом Теодора Ласкариса и политиком аутаркије: он је забранио својим поданицима да купују страну луксузну робу и опоменуо их да се задовоље „производима римског тла и занатским умећем римских руку“. Овај протекционизам је очигледно био усмерен против Венеције, али они су могли то да ураде јер би било право цара да својим поданицима ускрати претерани луксуз. Овај уговор је остао на снази уз неколико компликација, све до Нимфејског уговора између Никејског царства и ривала Венеције, Републике Ђенове 1261. године.
Током раних 1270-их, папа Гргур X је наредио Млечанима да не обнављају уговор док се унија између Грчке православне и римокатоличке цркве не заврши, чиме је уговор трајно поништен.